# Julie Ege
Julie Ege (12. november 1943 i Høyland ved Sandnes, Rogaland fylke – 29. april 2008) var en norsk model og skuespillerinde som havde en international karriere i slutningen af 1960'erne og dele af 1970'erne. Hun var datter af Marton Ege og Hjørdis Halvorsen. Hun var blevet kåret som Frøken Norge i 1962 og deltog i Miss Universe-konkurrencen og blev Penthouse Pet. I 1967 tog hun til England som au pair-pige for at forbedre sit engelsk.
Julie Ege debuterede som filmskuespillerinde med en birolle i den norske film Stompa forelsker seg i 1967. Mest kendt var hun for James Bond-filmen I hendes majestæts hemmelige tjeneste fra 1969, hvor hun spillede Helen – den "skandinaviske pige". Egentlig international succes fik hun efter at hun spillede mod Marty Feldman i filmen Every Home Should Have One i 1970. Derefter medvirket hun i nogle skrækfilm fra det engelske filmselskab Hammer Films; The Creatures the World Forgot og The Legend of the 7 Golden Vampires. Og i komediefilmen The Magnificent Seven Deadly Sins.
Efter at Julie Ege afsluttede sin skuespillerkarriere, uddannede hun sig som sygeplejerske i 1998 og arbejdede med dette i Oslo indtil sin død af brystkræft den 29. april 2008. Hun blev gift og skilt to gange, og overleves af to døtre.

## Filmografi
- Robbery. 1967
- Himmel og hav! Stompa til sjøs. 1967
- James Bond: On Her Majesty's Secret Service. 1969
- Every Home Should Have One. 1970
- Up Pompeii. 1971
- Creatures the World Forgot. 1971
- The Magnificent Seven Deadly Sins. 1971
- Rentadick. 1972
- Go For a Take. 1972
- The Final Programme. 1973
- Not Now Darling. 1973
- Kanarifuglen. 1973
- Craze. 1974
- Percy's Progress. 1974
- The Mutations. 1974
- Bortreist på ubestemt tid. 1974
- Dr. of Evil. 1974
- The Legend of the 7 Golden Vampires. 1974
- Den siste Fleksnes. 1974
- The Amorous Milkman. 1975
- De Dwaze Lotgevullen von Sherlock Jones. 1975
- Farlig yrke. 1976
- Think Dirty. 1978
- Fengslende dager for Christina Berg. 1988
- Blodsbånd. 1998

## Selvbiografi
- Naken [= Nøgen]. H. Aschehoug & Co (W. Nygaard). Oslo 2002. ISBN 82-03-22706-6